# Almási-zsomboly
Az Almási-zsomboly Magyarország fokozottan védett barlangjai közül az egyik. Az Aggteleki Nemzeti Park területén található. Az Aggteleki-karszt és a Szlovák-karszt többi barlangjával együtt 1995 óta a világörökség része. A zsomboly 1939-ig hazánk legmélyebb barlangja volt. Bódvaszilas fokozottan védett nyolc barlangja közül az egyik.

## Leírás
Az Alsó-hegy fennsíkján, a Szabó-pallagon lévő vadászháztól északkeletre, az államhatártól körülbelül három méterre, a 41.9-es sorszámú határkőnél nyílik. A föld alatt átnyúlik Szlovákia területére. A bejárata természetes, 1,5×2,5 méteres és egy töbör oldalának a felső peremén található. Triász időszaki wettersteini mészkőben alakult ki. Hasadék mentén keletkezett a lépcsőzetes aknarendszer. A vízszintes kiterjedése 42 méter.
A falain oldáscsatornák, az alsó szakaszában mésztufagátak, amelyekben a víz 50 centiméteres mélységű is lehet és bennük szegfűkalcitok és apadási szinlők vannak. Különböző cseppkő megjelenési formák, cseppkőzászlók, cseppkőlefolyások, heliktitek és borsókövek figyelhetők meg a falakon, az alján néha tó van. Hidrológiailag összefügg a Szlovákiában fakadó Tapolca-forrással. Az Andród-kerti-forrásban is észrevették a megjelölt vizet a környéken lakók, de ezt nem bizonyítják ellenőrző minták. A barlang látogatásához az Aggteleki Nemzeti Park Igazgatóság engedélye és kötéltechnikai eszközök használata kell.
Bódvaszilas fokozottan védett 8 barlangja közül az egyik, a másik 7 a Frank-barlang, a Kopaszgally-oldali 2. sz. víznyelőbarlang, a Kopasz-vigasz-barlang, a Meteor-barlang, a Szabó-pallagi-zsomboly, a Széki-zsomboly és a Vecsembükki-zsomboly.
A zsomboly a nevét a szádalmási településhatár miatt kapta, amely régen a barlangnál húzódott. Előfordul a barlang az irodalmában 05 (Kósa 1992), Almási-lyuk (Börcsök, Elekes, Németh, Nyerges 1997), Almási lyuk (Nyerges 2003), Almási Shaft (Kordos 1977), Almási zsomboly (Kessler 1931), Almássy-zsomboly (Magyar Turista Élet 1934), Almásy zsomboly (Polgárdy 1941), Almás-zsomboly (Börcsök, Elekes, Németh, Nyerges 1997), Almás zsomboly (Bertalan 1976), S-6 (Kósa 1992), Sz/1 (Bertalan 1976) és SZ/1 (Kósa 1964) neveken és jelölésekkel is.

## Kutatástörténet
Az Almási-zsomboly első írott említése 1851-ben történt. 1911-ben Scholtz Pál Kornél járt először a zsombolyban, a terület barlangjait kutató expedíció során, aki ekkor leírta megfigyeléseit. Ekkor a barlang mélysége 43 m volt. 1927-ben Beliczay András, Frank István, Kessler Hubert és Kiss Gyula 103 m mélységig ereszkedtek le a zsombolyban. Kessler Hubert ebben az évben elkészítette a barlang hosszmetszet térképét. 1929-ben Eugenio Boegannak jelent meg egy olasz nyelvű írása a zsombolyról. Ebbe a publikációba bekerült az Almási-zsomboly hosszmetszet térképe és alaprajz térképe. A két térképet Frank István rajzolta.
A Magyar Turista Élet 1934. augusztus 28-i számában publikálva lett, hogy Kessler Hubert és a társai jelenleg a vecsembükki zsombolyokban kutatnak. Az Almássy-zsomboly 103 m mély és ezért csonka Magyarország legmélyebb barlangja. A 103 m mélyen található mélypontról 14 m-t tudtak lejjebb menni és megállapították, hogy a zsomboly még ennél is mélyebb, de felszerelésük hiányossága miatt egyelőre félbeszakadt a feltárás ezen a részen. A Magyar Turista Élet 1934. szeptember 22-i számában napvilágot látott, hogy Kessler Huberték az aggteleki kutatásokon kívül jártak az Almási-zsombolyban, amely Magyarország legmélyebb, 103 m mély barlangja.
1934-ben 113 m mélységig vált ismertté és Kessler Huberték megállapították, hogy 113 m-nél mélyebb. A kutatást a következő évben akarták folytatni az akkorinál jobb felszereléssel. A zsombolyban az Aggteleki-barlang cseppköveinél nagyobb cseppköveket találtak. Magyarország legmélyebb, 113 m mély barlangja volt 1939-ig, a Kis-kőháti-zsomboly mélyebb részének feltárásáig. Az újramérések alapján kiderült, hogy az Almási-zsomboly nem volt 113 m mély.
A Magyar Turista Élet 1935. június 15-i számában az olvasható, hogy a Budapesti Egyetemi Turista-Egyesület Barlangkutató Szakosztályának Kessler Hubert által vezetett néhány tagja megint járt a 103 m mély zsombolyban és újra megállapították, hogy további eredményt a barlangban csak tökéletesebb felszereléssel, leginkább hosszabb dróthágcsókkal lehet elérni. Az 1936-ban kiadott, Barlangok mélyén című könyvben Kessler Huberték expedíciója részletesen ismertetve van és a kiadványban látható a zsomboly hosszmetszet térképe és három fényképe. Az 1941-ben megjelent Magyar turista lexikonban meg van említve, hogy a 103 m mély Almásy zsomboly Magyarország legmélyebb zsombolya. Az 1942-ben napvilágot látott, Barlangok mélyén című könyv második kiadásában az jelent meg a barlangról és kutatásáról, valamint azok az illusztrációk lettek publikálva, amelyek az első kiadásban.
1959-ben Kósa Attila, Kovács Kálmán és Rónai Miklós (a Vörös Meteor TE Barlangkutató Csoport tagjai) mérték fel a barlangot, majd Frojimovics Gábor és Kósa Attila a felmérés alapján megrajzolták az Almási zsomboly D–É irányú hosszmetszet térképét, Ny–K irányú hosszmetszet térképét, 4 keresztmetszet térképét és alaprajz térképét. Az alaprajz térképen fel van tüntetve az É-i irány. A két hosszmetszet térképen megfigyelhető a 4 keresztmetszet elhelyezkedése a barlangban. A 7 térképen 1:400 méretarányban van bemutatva a barlang. 1962. december 31-én Magyarország 6. legmélyebb barlangja volt a 93 m mély barlang. (A 7. Nagykőmázsa-völgyi-víznyelőbarlang is 93 m mély.) 1963-ban a Vörös Meteor Barlangkutató Csoport tagjai a Szabó-pallagon lévő vadászházhoz viszonyítva pontosan bemérték az Almási-zsomboly bejáratának helyét. A bemérés szerint a vadászháztól 21° 50' irányban, 575 m-re van a barlangbejárat. Kósa Attilának az 1964-ben publikált, A zsombolyképződés kérdéseiről című tanulmányában többször meg van említve. A dolgozatban lévő térképen látható a barlang földrajzi elhelyezkedése.
Az 1966. évi Karszt és Barlang 2. félévi számában megjelent összeállítás szerint az Almási-zsomboly a legmélyebb zsomboly az Alsó-hegy magyarországi részén és egyik, 43 m mély aknája a 6. legmélyebb egybefüggő barlangakna az Alsó-hegy magyarországi részén, másik, 33 m mély aknája pedig a 8. legmélyebb. 1970 végén a 93 m mély Almási-zsomboly Magyarország 10. legmélyebb barlangja. 1974-ben a Foton Barlangkutató Csoport elkészítette a barlang fénykép-dokumentációját. 1976-ban vált országos jelentőségű barlanggá az 5400-as (Aggteleki-karszt) barlangkataszteri területen lévő, bódvaszilasi Almási-zsomboly.
A Bertalan Károly által írt és 1976-ban befejezett kéziratban, a 65. számú cédulán szó van arról, hogy az Almási zsomboly (Almás zsomboly, Sz/1) Bódvaszilason, az Alsó-hegyen helyezkedik el. Bódvaszilastól É-ra 3,9 km-re, a Szabó-pallagon lévő vadászháztól ÉÉK-re (21° 50') 575 m-re, az államhatár vonalától 3,5 m-re, 520 m tszf. magasságban található a barlang. A kb. 40 m hosszú és 93 m mély aknabarlang alján egy 30 m hosszú terem, fenekén mésztufa van. A kézirat barlangra vonatkozó része egy publikáció alapján lett írva. A Bertalan Károly és Schőnviszky László által összeállított, 1976-ban megjelent Magyar barlangtani bibliográfia barlangnévmutatójában meg van említve az Aggteleki-karszton lévő Alsó-hegyen és Bódvaszilason elhelyezkedő barlang Almási-zsomboly néven. A barlangnévmutatóban fel van sorolva 19 irodalmi mű, amelyek foglalkoznak a barlanggal.
Az 1976-ban összeállított, országos jelentőségű barlangok listájában lévő barlangnevek pontosítása után, 1977. május 30-án összeállított, országos jelentőségű barlangok listáján rajta van az Aggteleki-karszton, Bódvaszilason található barlang Almási-zsomboly néven. Az 1977. évi Karszt és Barlang angol nyelvű különszámában megjelent, The longest and deepest caves of Hungary (December 31, 1975) című közleményből megtudható, hogy az Aggteleki-karszton fekvő, 93 m mély Almási Shaft 1975. december 31-én Magyarország 18. legmélyebb barlangja. Az 1977. december 31-i állapot szerint (MKBT Meghívó 1978. május) az Aggteleki-karszton lévő és 93 m mély Almási-zsomboly az ország 22. legmélyebb barlangja. Az 1977. évi Karszt és Barlangban megjelent összeállítás alapján, 1977. december 31-én Magyarország 24. legmélyebb barlangja az Aggteleki-karszton elhelyezkedő, 1977. december 31-én, 1976-ban és 1975-ben 93 m mély Almási-zsomboly. Ez az összeállítás naprakészebb az 1978. májusi MKBT Meghívóban publikált listánál.
Az 1977-ben megjelent, Lénárt László által összeállított kiadványban meg van említve, hogy a Marcel Loubens Barlangkutató Csoport valamikor bejárta az Almási-zsombolyt. 1978 őszén a Vass Imre Barlangkutató Csoport tagjai kis mennyiségű üledékmintát gyűjtöttek a barlang kitöltéséből, melyet őslénytani szempontból Rácz József vizsgált meg. A minta növényi magot, csigát és gerinces maradványt tartalmazott. Az 1980. évi Karszt és Barlang 1. félévi számában publikálva lett, hogy a kiemelt jelentőségű Almási-zsomboly az 5400-as barlangkataszteri területen (Gömör–Tornai-karszt és Cserehát hegység) helyezkedik el. A barlangnak 5450/2. a barlangkataszteri száma. Az MKBT Dokumentációs Bizottsága a helyszínen el fogja helyezni, a többi kiemelt jelentőségű barlanghoz hasonlóan, a barlang fémlapba ütött barlangkataszteri számát. A barlangkataszteri szám beütéséhez alapul szolgáló fémlap ugyanolyan lesz mint a többi kiemelt jelentőségű barlang fémlapja.

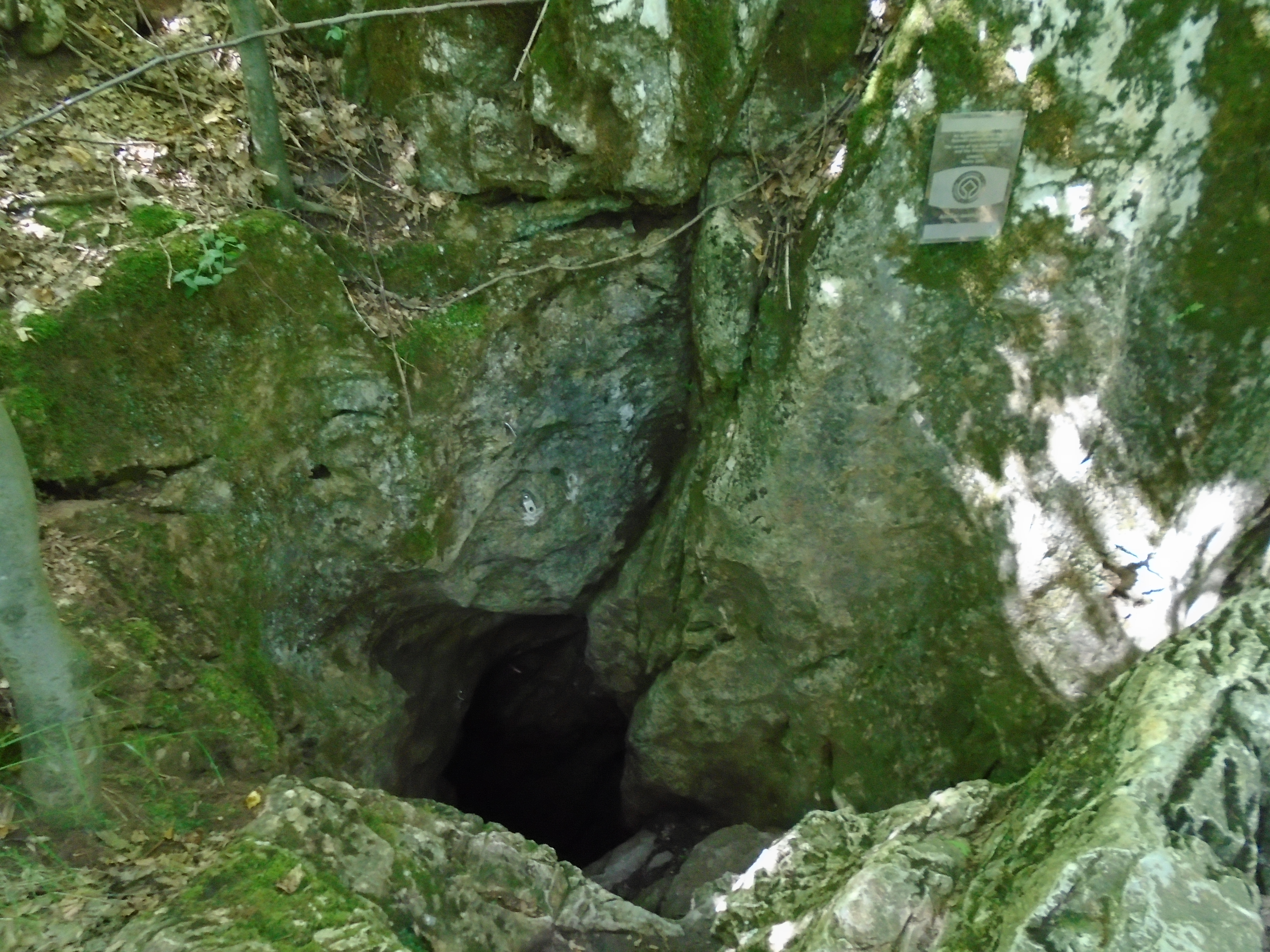
Az Almási-zsomboly bejárata

1982. július 1-től az Országos Környezet- és Természetvédelmi Hivatal elnökének 1/1982. (III. 15.) OKTH számú rendelkezése (1. §. és 3. §., illetve 5. sz. melléklet) értelmében az Aggteleki-karsztvidéken lévő Almási-zsomboly fokozottan védett barlang. Fokozottan védett barlang genetikája és ásványtani értékei miatt lett. Az 1982. szeptember–októberi MKBT Műsorfüzetben meg van említve, hogy az Aggteleki-karsztvidéken található Almási-zsomboly fokozottan védett barlang. A felsorolásban a barlangnevek az MKBT által jóváhagyott és használt helyesírás szerint, javított formában lettek közölve. A Magyar Karszt- és Barlangkutató Társulat 1982-es Országos Vándorgyűlésén az egyik túracélpont volt.
Az 1984-ben megjelent, Magyarország barlangjai című könyvben részletesen le van írva. Az országos barlanglistában szerepel az Aggteleki-karszton lévő barlang Almási-zsomboly néven Almás zsomboly és SZ/1 névváltozatokkal. A listához kapcsolódóan látható az Aggteleki-karszt és a Bükk hegység barlangjainak földrajzi elhelyezkedését bemutató 1:500 000-es méretarányú térképen a barlang földrajzi elhelyezkedése. Az 1986. évi Karszt és Barlangban megjelent bibliográfia regionális bibliográfia részében szerepel a barlang Almási-zsomboly néven. Az összeállítás szerint a Karszt és Barlangban publikált írások közül 1 foglalkozik a barlanggal. Az 1987. december 31-i állapot alapján Magyarország 30. legnagyobb függőleges kiterjedésű barlangja az 5450/2 barlangkataszteri számú, 93 m függőleges kiterjedésű Almási-zsomboly. Az összeállítás szerint az 1977. évi Karszt és Barlangban közölt mélységi listában a barlang 93 m mély.
1989 novemberében szerkesztették meg a barlang alaprajz térképét, vetített hossz-szelvény (200°–20°) térképét, valamint 6 keresztszelvény térképét Borka Pál és Rose György. A barlangot Borka Pál, Fodor Sándor és Rose György mérték fel a térképek elkészítéséhez, amelyek 1:200 méretarányban mutatják be a barlangot. A vetített hossz-szelvény térképen látható a 6 keresztszelvény elhelyezkedése a barlangban. A térképlapon fel van tüntetve az É-i irány. A Karszt és Barlang 1989. évi különszámában publikált, angol nyelvű tanulmányhoz (The caves of Hungary) kapcsolódva megjelent egy olyan lista, amelyben Magyarország legmélyebb barlangjai vannak felsorolva. A felsorolás szerint az Aggteleki-karszton fekvő, 93 m mély Almási-zsomboly (Almási Shaft) 1988-ban Magyarország 30. legmélyebb barlangja. (A barlang 1977-ben is 93 m mély volt.)
Az 1992. évi Karszt és Barlangban publikált és az Alsó-hegy magyarországi részének töbreit, zsombolyait és beszakadásait bemutató ábrán látható a barlang földrajzi elhelyezkedése. Az 1992-ben kiadott, Alsó-hegyi zsombolyatlasz című könyvben megjelent az 1927-ben készült hosszmetszet térkép, az 1929-ben kiadott 2 térkép, az 1936-ban kiadott hosszmetszet térkép és az 1959-ben rajzolt 7 térkép. Az Alsó-hegy fennsíkjának magyarországi oldalát bemutató egyik térképen, amelyen jelölve van a barlang bejáratának helye, megfigyelhető a barlangbejárat földrajzi elhelyezkedése. A könyvben fel van sorolva 25 irodalmi mű, amelyekben szerepel a barlang. A kiadvány hátsó borítóján van egy fénykép, amelyen a zsomboly cseppkövei figyelhetők meg.
Az 1993. március–áprilisi MKBT Műsorfüzetben megjelent, hogy a KTM Természetvédelmi Hivatal egy plakátsorozat megjelenését tervezte, amelyen a magyarországi fokozottan védett barlangok szerepelnek, és ehhez diákat keresett. Előkészítés alatt állnak az Aggteleki-karszt fokozottan védett barlangjairól és a közeljövőben fokozottan védett barlangjairól készült plakátok, köztük az Almási-zsombolyt ábrázoló is. Ez a barlang is csillaggal lett megjelölve, amely azt jelenti, hogy leginkább erről a barlangról keres fényképet. A MAFC Barlangkutató Csoport által szervezett 1994. december 27-e és 1995. január 1-je között tartott nemzetközi barlangász tábor alatt az egyik túracélpont volt a zsomboly.
Az Almási-zsomboly az Aggteleki-karszt és a Szlovák-karszt többi barlangjával együtt 1995 óta a világörökség része. A Nyerges Attila által 1997-ben készített szakdolgozat szerint a 100 m mély Almási-zsomboly az Alsó-hegy magyarországi részének 5. legmélyebb barlangja. 1998. május 14-től a környezetvédelmi és területfejlesztési miniszter 13/1998. (V. 6.) KTM rendelete szerint az Aggteleki Nemzeti Park Igazgatóság illetékességi területén található Almási-zsomboly az igazgatóság engedélyével látogatható.
Az 1999. évi Lakatos Kupa egyik helyszíne volt az Almási-zsomboly, amely a Széki-zsombollyal együtt a kupa legnépszerűbb túracélpontja lett. 2001. május 17-től a környezetvédelmi miniszter 13/2001. (V. 9.) KöM rendeletének értelmében az Aggteleki-karsztvidék területén lévő Almási-zsomboly fokozottan védett barlang. Egyidejűleg a fokozottan védett barlangok körének megállapításáról szóló 1/1982. (III. 15.) OKTH rendelkezés hatályát veszti. 2002-ben megjelent egy hír, amely szerint a zsombolyban régi nitt található. A 2002. évi Barlangnapon az egyik túracélpont volt.
A 2003-ban kiadott, Magyarország fokozottan védett barlangjai című könyvben lévő barlangismertetés szerint az Almási-zsomboly hossza 358 m, függőleges kiterjedése 100 m és vízszintes kiterjedése 42 m. A könyvben lévő, Egri Csaba és Nyerges Attila által készített hosszúsági lista szerint az Aggteleki-karszton lévő és 5452-2 barlangkataszteri számú, 2002-ben 358 m hosszú Almási-zsomboly Magyarország 69. leghosszabb barlangja 2002-ben. A könyvben található, Egri Csaba és Nyerges Attila által készített mélységi lista szerint az Aggteleki-karszton lévő és 5452-2 barlangkataszteri számú Almási-zsomboly Magyarország 30. legmélyebb barlangja 2002-ben. A 2002-ben 100 m mély barlang 1977-ben és 1987-ben is 93 m mély volt. 2005. szeptember 1-től a környezetvédelmi és vízügyi miniszter 22/2005. (VIII. 31.) KvVM rendelete szerint az Aggteleki Nemzeti Park Igazgatóság működési területén található Almási-zsomboly a felügyelőség engedélyével látogatható. 2005. szeptember 1-től a környezetvédelmi és vízügyi miniszter 23/2005. (VIII. 31.) KvVM rendelete szerint az Aggteleki-karsztvidéken lévő Almási-zsomboly fokozottan védett barlang.
A 2005-ben megjelent, Magyar hegyisport és turista enciklopédia című kiadványban önálló szócikke van a barlangnak. A könyv szerint az Almási-zsomboly az Aggteleki-karszt 1982-től fokozottan védett természeti értéke. Az Alsó-hegy fennsíkját átszelő országhatár közvetlen közelében, a szabó-pallagi vadászháztól ÉK-re, 510 m tszf. magasságban van a természetes bejárata. A zsomboly 358 m hosszú és 100 m mély. A lépcsőzetes aknabarlang triász mészkőben hasadék mentén jött létre. A Szlovákiában eredő Tapolca, valamint Andó-kerti-forrás hidrológiai rendszeréhez tartozik. Oldáscsatornák vannak falain, az alsó szintjén lévő teremben nagyméretű cseppkövek és mésztufagátak figyelhetők meg. Időszakos tó fekszik alján. A barlangba először 1927-ben Kessler Hubert és társai ereszkedtek le. Az 1969-ben végzett feltáráskor lett elérve jelenlegi mélysége. Sokáig Magyarország legmélyebb barlangja volt. Engedély és kötéltechnikai eszközök alkalmazása kell látogatásához. Kessler Hubert szócikkében meg van említve, hogy Kessler Huberthez kapcsolódik az Almási-zsomboly első bejárása (1927).
A 2006. évi Barlangnapon az egyik túracélpont volt. 2007. március 8-tól a környezetvédelmi és vízügyi miniszter 3/2007. (I. 22.) KvVM rendelete szerint az Aggteleki Nemzeti Park Igazgatóság működési területén lévő Almási-zsomboly az igazgatóság engedélyével tekinthető meg. Boldogh Sándor 2007-ben napvilágot látott tanulmányában szó van arról, hogy a Bódvaszilason (Borsod-Abaúj-Zemplén megye), 514 m tszf. magasságban nyíló Almási-zsomboly további nevei Almási-lyuk és Almás-zsomboly. Közhiteles barlangnyilvántartási száma 5452/2, UTM-kódja DU77C3. A 100 m mély és 358 m hosszú zsomboly triász mészkőben keletkezett. Bejárati nyílása 2 m átmérőjű. Egyetlen hatalmas, lefelé jórészt táguló hasadékaknából áll a barlang fő része. Konkrét faunisztikai adatai nem ismertek, de jelentős téli denevérszálláshelyként van nyilvántartva. Értékes nászhely szaporodási időszakban. Denevér-megfigyelési adatok a barlangból:
| Dátum             | Rhin. fer. | Rhin. hip. | Myo. ema. | Myo. myo./Myo. bly. | Plecotus sp. | Bar. bar. | Szerző                         |
| ----------------- | ---------- | ---------- | --------- | ------------------- | ------------ | --------- | ------------------------------ |
| 2005. február 10. | 5          | 9          | –         | 5                   | 1            | 1         | Szenthe István – Dobrosi Dénes |
| 2006. május 11.   | 2          | 2          | 1         | –                   | –            | –         | Boldogh Sándor                 |

Az Almási-zsombolynál végzett hálózás eredménye:
| Dátum                | Rhin. fer. | Rhin. hip. | Myo. bly. | Myo. myo. | Myo. bech. | Myo. nat. | Myo. dau. | Myo. ema. | Myo. alc. | Ple. aur. | Bar. bar. | Szerző         |
| -------------------- | ---------- | ---------- | --------- | --------- | ---------- | --------- | --------- | --------- | --------- | --------- | --------- | -------------- |
| 2006. szeptember 15. | 1          | 1          | 2         | 7         | 3          | 5         | 2         | 9         | 1         | 5         | 1         | Boldogh Sándor |

Irodalmi adatok: Rhin. fer. [1], Myo. myo. [2], Myo. mys. [1], Myo. dau. [1], Myo. ema. [1], Bar. bar. [2] nászidőben. A telelő állatok száma alapján ismert a barlang denevérvédelmi jelentősége. A szálláshely jelentős terhelés alatt van.
A 2008. szeptember 27-én megrendezett XV. Lakatos Kupa kiadványában 100 m mély barlangként szerepel. A verseny egyik lehetséges érintőpontja volt. 2013. július 19-től a vidékfejlesztési miniszter 58/2013. (VII. 11.) VM rendelete szerint az Almási-zsomboly (Aggteleki Nemzeti Park Igazgatóság működési területe) az igazgatóság hozzájárulásával látogatható. 2015. november 3-tól a földművelésügyi miniszter 66/2015. (X. 26.) FM rendelete szerint az Almási-zsomboly (Aggteleki-karsztvidék) fokozottan védett barlang. A 2017-ben rendezett 61. Barlangnapon az egyik túracélpont volt.
Az Alsó-hegy karsztjelenségeiről szóló, 2019-ben kiadott könyvben az olvasható, hogy az Almási-zsomboly 358 m hosszú és 100 m mély. A barlang azonosító számai: Szlovákiában 5, Magyarországon 5452/2, egyéb SZ/1 és S-6. A könyvben publikálva lettek a barlang 1989-ben készült térképei. A barlangot 1989-ben Borka Pál, Fodor Sándor és Rose György mérték fel, majd 1989-ben Borka Pál és Rose György a felmérés alapján megrajzolták a barlang térképeit. A térképeket 2015-ben Luděk Vlk digitalizálta. A publikált alaprajz térképen látható, hogy az államhatár hol helyezkedik el a barlangban. Publikálva lett egy színes fénykép a könyvben, amelyen az Almási-zsombolyban lévő, szürkés cseppkővízesés figyelhető meg. A kiadványhoz mellékelve lett az Alsó-hegy részletes térképe. A térképet Luděk Vlk, Mojmír Záviška, Ctirad Piskač, Jiřina Novotná, Miloš Novotný és Martin Mandel készítették. A térképen, amelyen fekete ponttal vannak jelölve a barlangok és a zsombolyok, látható az Almási-zsomboly (5452/2, 5) földrajzi elhelyezkedése. 2021. május 10-től az agrárminiszter 17/2021. (IV. 9.) AM rendelete szerint az Almási-zsomboly (Aggteleki Nemzeti Park Igazgatóság működési területe) az igazgatóság engedélyével látogatható. A 13/1998. (V. 6.) KTM rendelet egyidejűleg hatályát veszti.

## További irodalom
- Eugenio Boegan: Grotte dell'Ungheria. (Magyarország barlangjai.) Le Grotte d'Italia. 1929. 3. sz. 143–144. old.
- Gaál István: Szép magyar tájak. Bp. 1944. 247., 248–249., 249–250. old.
- Havliček, David – Vojiř, V.: Speleologický Prúzkum Dolného Vrchu. Slovensky Kras, 1984. 22. köt. 213–244. old.
- Kessler Hubert: Barlangok mélyén. Búvár, 1935. (1. évf.) 92–97. old.
- Klingenfuss, B.: Bódvaszilas 1973. Höhlenpost, 1976. 11. évf. 33. sz. 4–14. old.
- Kósa Attila: Közvetlen felszínalatti karsztos képződmények morfológiai és műszaki vonatkozású vizsgálata. Kézirat, 1969. Doktori disszertáció, Budapesti Műszaki Egyetem.
- Kósa Attila: Az Alsó-hegy zsombolyai. Barlangnapi tájékoztató. MKBT és Tektonik, 1982.
- Kovács István: Kessler Hubert Dr. 80 éves. Hegymászó, 1987. 1. sz.
- Nyerges Attila: Az Almási-zsomboly. Kézirat, 1997. (A kézirat megtalálható a KvVM Barlang- és Földtani Osztályon.)
- Sásdi László – Nyerges Attila: Az Aggteleki Nemzeti Park barlangjai I. Aggteleki Nemzeti Park Igazgatóság, Jósvafő, 2000. (kutatási jelentés)
- Székely Kinga: A nemzeti park fokozottan védett barlangjai. In: Baross Gábor szerk.: Az Aggteleki Nemzeti Park. Mezőgazda Kiadó, 1998. 225–238. old.
- VITUKI: Az északi határmenti karsztterületek vízföldtani vizsgálata a csehszlovák féllel közösen. Témabeszámoló, 1973–1976.
- Vojiř, V.: Zpráva o stavu speleologického prúzkumu Dolného Vrchu v Jihoslovenskémkrasu, okres Rožnava, k srpnu 1966. Geobuch, 1966. Speleologicky Klub Praha.
- Vojiř, V.: Dolný Vrch, I. etapová zpráva o speleologickém prúzkumu. 1973. Speleologicky Klub Praha.